# CL-227 Sentinel
CL-227 Sentinel — многоцелевой БПЛА (беспилотный вертолёт), разработанный и построенный канадской фирмой Canadair. Разработка проекта была начата в 1964 году, первый прототип был создан в 1977 году. 25 августа 1978 года состоялся первый полёт. Проект был признан успешным, модернизация и развитие летательного аппарата продолжается по настоящее время. В 1994 году был установлен газотурбинный двигатель Williams WTS125. Эта версия получила наименование Puma. БПЛА оборудовался средствами РЭБ и РТР, РЛС, инфракрасными датчиками FLIR, теле и фотокамерами и системами лазерного целеуказания.

## ЛТХ
- Высота, м 1.67
- Диаметр винта, м 2.80
- Масса, кг
- пустого 111
- максимальная взлётная 227
- топлива 54
- Тип двигателя 1 ТВаД Williams International WTS34-16
- Мощность, л.с. 1 х 51.5
- Максимальная скорость, км/ч 142
- Продолжительность полёта, ч.мин 3.30
- Радиус действия, км 60
- Скороподъёмность, м/мин 274
- Практический потолок, м 3000
- Полезная нагрузка, кг 45 кг различного оборудования